# Piscicelli (famiglia)
I Piscicelli sono una famiglia nobile italiana, che ha esercitato un ruolo politico e militare preminente nella storia del Regno di Napoli, estinta nelle famiglie de Vito Piscicelli e Piromallo Capece Piscicelli.

## Storia
Le prime notizie della famiglia risalgono all'età del Ducato bizantino (VIII-XI secolo), quando è attestata tra le famiglie magnatizie napoletane. Il suo primo esponente documentato è Leodoro, nel 977 generale della cavalleria dell'imperatore Basilio II (976-1025).
Successivamente, con l'instaurarsi del potere normanno degli Altavilla, sotto i regni di Ruggero II (1130-1154) e Guglielmo il Buono (1166-1189), la famiglia affermò la sua presenza con l'impegno militare nella lotta contro l'offensiva saracena, in ruoli diplomatici relativi al rapporto con il papato, nell'assetto istituzionale come consiglieri del Regno e nell'esercizio della carica arcivescovile.
Il suo peso politico venne ribadito anche dopo l'ascesa al potere degli Svevi con l'imperatore Enrico VI (1195-1197).
La famiglia raggiunse poi la massima rilevanza nell'età angioina ed aragonese (1266-1495), quando vari suoi componenti esercitarono ruoli di potere sia militari che sociali e politico-istituzionali: lungo tutto quest'arco di tempo vari Piscicelli furono in stretto rapporto personale con i sovrani, fecero parte del consiglio della Corona ed esercitarono cariche di comando territoriale e di governo ecclesiastico.
Nel XVI secolo, con il passaggio sotto la sovranità spagnola, venne meno l'autonomia politica del Regno. Vari membri della famiglia rimasero attivi nelle vicende del tempo, partecipando alle campagne dell'imperatore Carlo V in Italia e in Ungheria e segnalandosi durante il regno di Filippo II, nelle guerre contro gli stati barbareschi della costa africana e nelle Fiandre. Successivamente, col protrarsi dell'amministrazione vicereale spagnola, la famiglia ridusse la sua presenza pubblica, proseguendo privatamente nei luoghi dove avevano sede i suoi interessi e le sue proprietà.
La famiglia nel corso della sua storia ha annoverato 3 viceré, 8 tra cardinali e vescovi e 40 feudi in Abruzzo, Calabria e Campania.
La famiglia si è estinta in due famiglie che ne portano il nome: verso la fine del XVII secolo nei de Vito Piscicelli e nel XIX secolo nei Piromallo Capece Piscicelli.